# الیسن هیز
الیسن هیز (انگلیسی: Allison Hayes؛ ۶ مارس ۱۹۳۰ – ۲۷ فوریهٔ ۱۹۷۷) هنرپیشه اهل ایالات متحده آمریکا بود. وی بین سال‌های ۱۹۵۴ تا ۱۹۶۷ میلادی فعالیت می‌کرد.
از فیلم‌هایی که وی در آن نقش داشته است، می‌توان به حمله زن ۵۰ فوتی اشاره کرد.